# Aeschynomene palmeri
Aeschynomene palmeri är en ärtväxtart som beskrevs av Joseph Nelson Rose. Aeschynomene palmeri ingår i släktet Aeschynomene och familjen ärtväxter. Inga underarter finns listade i Catalogue of Life.